# Список територіальних громад Житомирської області
Це список об'єднаних територіальних громад (ОТГ) Житомирської області, створених в рамках адміністративно-територіальної реформи 2015-2020 року.
28 травня 2015 року рішенням обласної ради був схвалений перспективний план формування громад. А в серпні створені перші громади.
Перші вибори у громадах відбулися 25 жовтня 2015 року. У Корнинській громаді вибори відбулися 27 березня 2016 року.
Зараз налічується 66 громад.

## Загальний перелік громад
Після реформи 2020 року
| Громада        | Тип      | Район         | Центр          | К-сть НП |
| -------------- | -------- | ------------- | -------------- | -------- |
| Андрушівська   | міська   | Бердичівський | Андрушівка     | 25       |
| Андрушківська  | сільська | Житомирський  | Андрушки       | 6        |
| Баранівська    | міська   | Звягельський  | Баранівка      | 35       |
| Барашівська    | сільська | Звягельський  | Бараші         | 36       |
| Бердичівська   | міська   | Бердичівський | Бердичів       | 3        |
| Березівська    | сільська | Житомирський  | Березівка      | 16       |
| Білокоровицька | сільська | Коростенський | Білокоровичі   | 3        |
| Брониківська   | сільська | Звягельський  | Броники        | 33       |
| Брусилівська   | селищна  | Житомирський  | Брусилів       | 37       |
| Високівська    | сільська | Житомирський  | Високе         | 5        |
| Вишевицька     | сільська | Житомирський  | Вишевичі       | 7        |
| Вільшанська    | сільська | Житомирський  | Вільшанка      | 12       |
| Волицька       | сільська | Житомирський  | Волиця         | 8        |
| Вчорайшенська  | сільська | Бердичівський | Вчорайше       | 13       |
| Гладковицька   | сільська | Коростенський | Гладковичі     | 11       |
| Глибочицька    | сільська | Житомирський  | Глибочиця      | 13       |
| Городницька    | селищна  | Звягельський  | Городниця      | 13       |
| Городоцька     | селищна  | Житомирський  | Городок        | 3        |
| Горщиківська   | сільська | Коростенський | Горщик         | 10       |
| Гришковецька   | селищна  | Бердичівський | Гришківці      | 17       |
| Довбиська      | селищна  | Звягельський  | Довбиш         | 16       |
| Дубрівська     | сільська | Звягельський  | Дубрівка       | 12       |
| Ємільчинська   | селищна  | Звягельський  | Ємільчине      | 72       |
| Житомирська    | міська   | Житомирський  | Житомир        | 2        |
| Звягельська    | міська   | Звягельський  | Звягель        | 15       |
| Іршанська      | селищна  | Коростенський | Іршанськ       | 14       |
| Квітнева       | сільська | Житомирський  | Квітневе       | 9        |
| Корнинська     | селищна  | Житомирський  | Корнин         | 10       |
| Коростенська   | міська   | Коростенський | Коростень      | 44       |
| Коростишівська | міська   | Житомирський  | Коростишів     | 29       |
| Краснопільська | сільська | Бердичівський | Краснопіль     | 17       |
| Курненська     | сільська | Житомирський  | Курне          | 27       |
| Лугинська      | селищна  | Коростенський | Лугини         | 49       |
| Любарська      | селищна  | Житомирський  | Любар          | 48       |
| Малинська      | міська   | Коростенський | Малин          | 77       |
| Миропільська   | селищна  | Житомирський  | Миропіль       | 8        |
| Народицька     | селищна  | Коростенський | Народичі       | 65       |
| Новоборівська  | селищна  | Житомирський  | Нова Борова    | 18       |
| Новогуйвинська | селищна  | Житомирський  | Новогуйвинське | 24       |
| Овруцька       | міська   | Коростенський | Овруч          | 91       |
| Олевська       | міська   | Коростенський | Олевськ        | 57       |
| Оліївська      | сільська | Житомирський  | Оліївка        | 21       |
| Піщівська      | сільська | Звягельський  | Піщів          | 11       |
| Попільнянська  | селищна  | Житомирський  | Попільня       | 23       |
| Потіївська     | сільська | Житомирський  | Потіївка       | 24       |
| Пулинська      | селищна  | Житомирський  | Пулини         | 40       |
| Радомишльська  | міська   | Житомирський  | Радомишль      | 49       |
| Райгородоцька  | сільська | Бердичівський | Райгородок     | 21       |
| Романівська    | селищна  | Житомирський  | Романів        | 51       |
| Ружинська      | селищна  | Бердичівський | Ружин          | 37       |
| Семенівська    | сільська | Бердичівський | Семенівка      | 14       |
| Словечанська   | сільська | Коростенський | Словечне       | 35       |
| Станишівська   | сільська | Житомирський  | Станишівка     | 21       |
| Старосілецька  | сільська | Житомирський  | Старосільці    | 16       |
| Стриївська     | сільська | Звягельський  | Стриєва        | 9        |
| Тетерівська    | сільська | Житомирський  | Тетерівка      | 15       |
| Ушомирська     | сільська | Коростенський | Ушомир         | 46       |
| Харитонівська  | сільська | Житомирський  | Харитонівка    | 13       |
| Хорошівська    | селищна  | Житомирський  | Хорошів        | 57       |
| Червоненська   | селищна  | Бердичівський | Червоне        | 7        |
| Черняхівська   | селищна  | Житомирський  | Черняхів       | 37       |
| Чижівська      | сільська | Звягельський  | Чижівка        | 27       |
| Чоповицька     | селищна  | Коростенський | Чоповичі       | 27       |
| Чуднівська     | міська   | Житомирський  | Чуднів         | 35       |
| Швайківська    | сільська | Бердичівський | Швайківка      | 8        |
| Ярунська       | сільська | Звягельський  | Ярунь          | 14       |

До реформи 2020 року
| Громада                     | Центр             | Дата створення   | Район                             | К-сть НП | Площа, км² | Населення (2015) |
| --------------------------- | ----------------- | ---------------- | --------------------------------- | -------- | ---------- | ---------------- |
| Червоненська селищна ОТГ    | смт Червоне       | 14 серпня 2015   | Андрушівський район               | 7        |            | 6392             |
| Дубрівська сільська ОТГ     | смт Дубрівка      | 14 серпня 2015   | Баранівський район                | 8        |            | 4993             |
| Тетерівська сільська ОТГ    | село Тетерівка    | 14 серпня 2015   | Житомирський район                | 11       |            | 3392             |
| Народицька селищна ОТГ      | смт Народичі      | 14 серпня 2015   | Народицький район                 | 48       |            | 11032            |
| Потіївська сільська ОТГ     | село Потіївка     | 14 серпня 2015   | Радомишльський район              | 24       |            | 4883             |
| Іршанська селищна ОТГ       | смт Іршанськ      | 14 серпня 2015   | Хорошівський район                | 5        |            | 7506             |
| Новоборівська селищна ОТГ   | смт Нова Борова   | 14 серпня 2015   | Хорошівський район                | 18       |            | 9539             |
| Високівська сільська ОТГ    | село Високе       | 14 серпня 2015   | Черняхівський район               | 5        |            | 3125             |
| Вишевицька сільська ОТГ     | село Вишевичі     | 7 вересня 2015   | Радомишльський район              | 5        |            | 3919             |
| Корнинська селищна ОТГ      | смт Корнин        | 7 вересня 2015   | Попільнянський район              | 8        | 241,06     | 6072             |
| Станишівська сільська ОТГ   | смт Станишівка    | 19 липня 2016    | Житомирський район                | 16       | 185,46     | 12910            |
| Горщиківська сільська ОТГ   | село Горщик       | 22 липня 2016    | Коростенський район               | 10       | 133,68     | 3047             |
| Білокоровицька сільська ОТГ | село Білокоровичі | 25 липня 2016    | Олевський район                   | 3        | 110,1      | 6050             |
| Баранівська міська ОТГ      | місто Баранівка   | 27 липня 2016    | Баранівський район                | 34       | 594,24     | 23463            |
| Довбиська селищна ОТГ       | смт Довбиш        | 27 липня 2016    | Баранівський район                | 11       | 146,91     | 6406             |
| Брусилівська селищна ОТГ    | смт Брусилів      | 28 липня 2016    | Брусилівський район               | 33       | 505        | 14080            |
| Миропільська селищна ОТГ    | смт Миропіль      | 28 липня 2016    | Романівський район                | 6        | 68,62      | 6066             |
| Чижівська сільська ОТГ      | село Чижівка      | 3 серпня 2016    | Звягельський район                | 16       | 297,43     | 4541             |
| Хорошівська селищна ОТГ     | смт Хорошів       | 3 серпня 2016    | Хорошівський район                | 42       | 473,6      | 16644            |
| Коростишівська міська ОТГ   | місто Коростишів  | 5 серпня 2016    | Коростишівський район             | 26       | 417,54     | 29763            |
| Городницька селищна ОТГ     | смт Городниця     | 5 серпня 2016    | Звягельський район                | 12       | 402,07     | 7669             |
| Лугинська селищна ОТГ       | смт Лугини        | 9 серпня 2016    | Лугинський район                  | 27       | 342,23     | 11284            |
| Андушківська сільська ОТГ   | село Андрушки     | 10 серпня 2016   | Попільнянський район              | 5        | 99,2       | 3777             |
| Квітнева сільська ОТГ       | село Квітневе     | 10 серпня 2016   | Попільнянський район              | 9        | 159,6      | 4332             |
| Олевська міська ОТГ         | місто Олевськ     | 11 серпня 2016   | Олевський район                   | 54       | 2235,14    | 34110            |
| Попільнянська селищна ОТГ   | смт Попільня      | 17 серпня 2016   | Попільнянський район              | 18       | 301,2      | 15008            |
| Краснопільська сільська ОТГ | село Краснопіль   | 22 серпня 2016   | Чуднівський район                 | 7        | 181        | 3344             |
| Чоповицька селищна ОТГ      | смт Чоповичі      | 26 серпня 2016   | Малинський район                  | 14       | 221,5      | 4768             |
| Семенівсьська сільська ОТГ  | село Семенівка    | 7 вересня 2016   | Бердичівський район               | 12       | 195,8      | 4792             |
| Ушомирська сільська ОТГ     | село Ушомир       | 28 липня 2016    | Коростенський район               | 27       | 314,3      | 6389             |
| Вільсьська сільська ОТГ     | село Вільськ      | 7 вересня 2016   | Черняхівський район               | 12       | 171,2      | 3238             |
| Овруцька міська ОТГ         | місто Овруч       | 13 квітня 2017   | Овруцький район                   | 69       | 821,67     | 36558            |
| Житомирська міська ОТГ      | місто Житомир     | 27 вересня 2018  | місто Житомир, Житомирський район | 2        | 93,4       | 268537           |
| Звягельська міська ОТГ      | місто Звягель     | 1 листопада 2018 | місто Звягель, Звягельський район | 4        | 73,1       | 57490            |